# Tiffany Haddish
Tiffany Cornilia Haddish (Los Angeles, 3 de desembre de 1979) és una còmica i actriu estatunidenca. Es va fer coneguda després de fer un paper principal a la pel·lícula de comèdia Girls Trip (2017), que li va valer diversos reconeixements i va ser inclosa a la llista de The New Yorker com una de les millors actuacions cinematogràfiques del segle XXI. Va ser nomenada una de les 100 persones més influents del món per la revista Time el 2018, i The Hollywood Reporter la va incloure entre les 100 persones més poderoses de l'entreteniment tant el 2018 com el 2019.
Després de protagonitzar diverses sèries de televisió i un paper principal en un drama per cable, Haddish va guanyar protagonisme pels seus papers a la sèrie de la NBC The Carmichael Show (2015–2017), la sèrie de TBS The Last O.G. (2018–2020) i la sèrie de comèdia d'Apple TV+ The Afterparty (2022–2023), on representa la detectiu Danner. També va ser productora executiva i va donar veu a la sèrie animada de Netflix  Swim Tuca & Bertie (2019-2022). Haddish també va protagonitzar pel·lícules com Keanu (2016), Night School (2018), Nobody's Fool (2018), The Kitchen (2019), Like a Boss (2020) i  Here Today (2021).
Va guanyar un premi Primetime Emmy per acollir un episodi de Saturday Night Live (2017) i va publicar unes memòries, The Last Black Unicorn (2017). També va llançar l'àlbum Black Mitzvah el 2019, pel qual va guanyar el premi Grammy al millor àlbum de comèdia, convertint-se en la segona dona afroamericana a guanyar aquest premi després de Whoopi Goldberg el 1986.

## Filmografia

### Pel·lícules
| Any  | Títol                        | Paper        | Notes        |
| ---- | ---------------------------- | ------------ | ------------ |
| 2005 | The Urban Demographic        | Janice Green |              |
| 2008 | Meet the Spartans            | Chica urbana |              |
| 2009 | Janky Promoters              | Michelle     |              |
| 2010 | Wax On, F*ck Off             | Prostituta   | Curtmetratge |
| 2011 | Driving by Braille           | Tambor mayor |              |
| 2012 | What My Husband Doesn't Know | Falana       |              |
| 2013 | Christmas Wedding            | Aurora       |              |
| 2021 | A la de tres                 | Natasha      |              |